# Matwiej Płatow

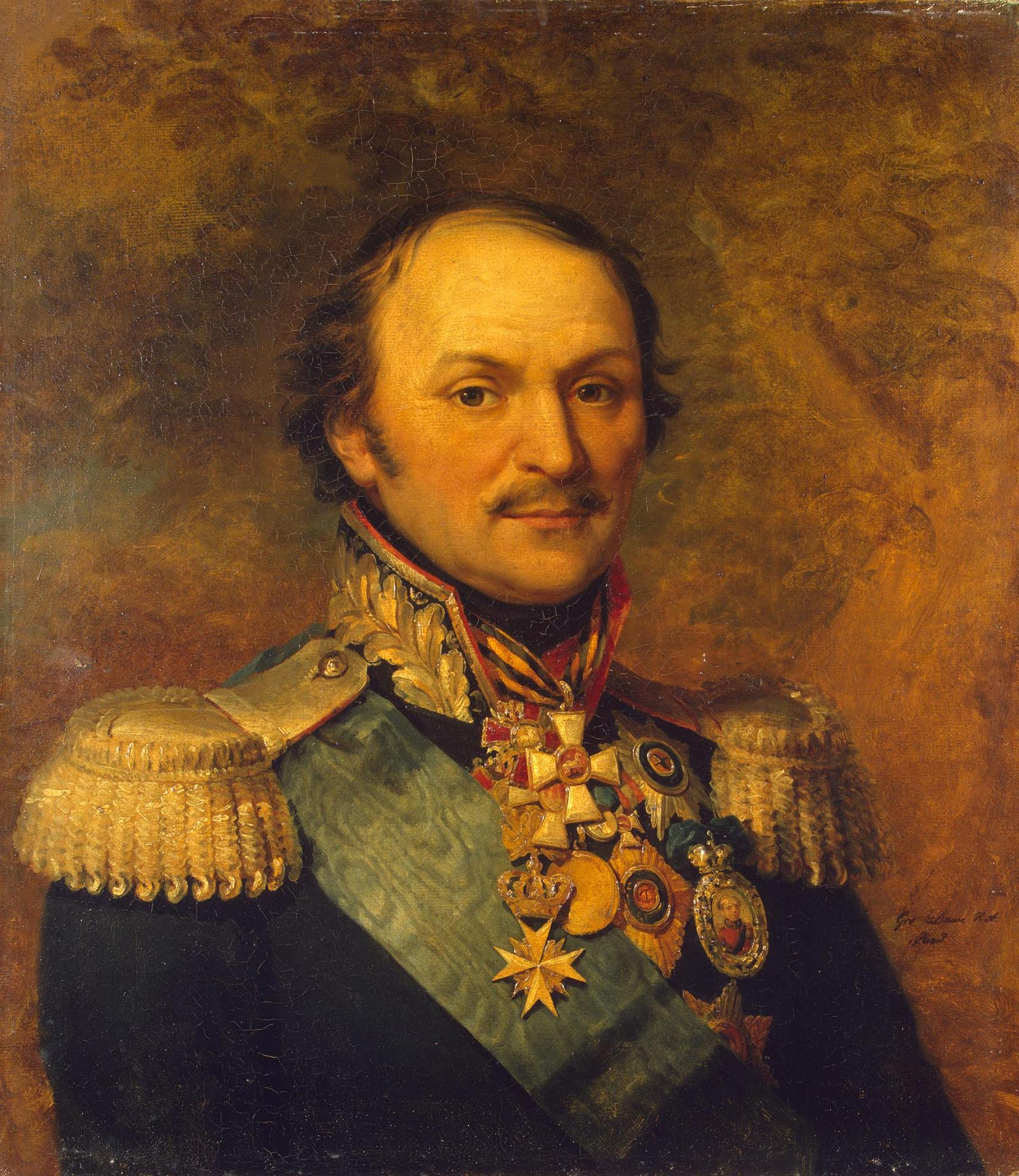
Gen. Matwiej Iwanowicz Płatow

Matwiej Iwanowicz Płatow, hrabia (ros. Матвей Иванович Платов; ur. 19 sierpnia 1753 w stanicy Czerkask; zm. 15 stycznia 1818 w słobodzie Jelanczickaja k. Taganrogu) – generał kawalerii (1809) armii Imperium Rosyjskiego i ataman dońskich wojsk kozackich (1801).

## Życiorys
Urodził się w rodzinie podoficera armii carskiej. W 1765 jako 13-letni chłopiec wstąpił do wojska kozackiego. Brał udział w walkach przeciw Turkom w 1770 i w latach 1768–1774. Za odwagę mianowany do stopnia oficerskiego przez naczelnego dowódcę W. M. Dołgorukowa, dowodził szwadronem kawalerii. Od 1771 dowódca pułku. W 1775 uczestniczył w tłumieniu powstania Pugaczowa. Od 1782 do 1783 służył na Kubaniu i na Krymie, i walczył pod rozkazami Aleksandra Suworowa. W czasie wojny rosyjsko-tureckiej 1787–1791 walczył o opanowanie Oczakowa (1788), a w szturmie na Izmaił (1790) dowodził kolumną wojsk, a potem skrzydłem. Od 1788 dowódca polowy Wojska Dońskiego. W 1797 podejrzany przez cara Pawła I o udział w spisku, został zesłany do Kostromy, potem uwięziony w twierdzy pietropawłowskiej.
W styczniu 1801 zwolniony z więzienia i wyznaczony na głównego pomocnika atamana Wojska Dońskiego, został awansowany przez cara Aleksandra I do stopnia generała dywizji, następnie mianowany atamanem wszystkich dońskich oddziałów kozackich.
Płatow brał także udział w wojnach napoleońskich, gdzie dowodził Dońskim Korpusem Kozaków. W latach 1806–1807 walczył w wojnie z Francją, a w latach 1807–1809 z Turcją.  Bohater wojny z 1812. Walczył w kampanii 1813–1814.
Dnia 10 października 1812 został otrzymał tytuł hrabiego. W 1814 uczestniczył w delegacji cara Aleksandra I do Anglii, gdzie był uroczyście witany jako zwycięzca nad Napoleonem i uhonorowany tytułem honorowego doktora Uniwersytetu w Oxfordzie. Zmarł 15 stycznia 1818 w słobodzie Jelanczickaja koło Taganrogu. Pochowany w soborze Wniebowstąpienia Pańskiego w Nowoczerkasku.
W 1942 roku utworzono pułk kawalerii kozackiej, który nazwano Pułkiem Płatowa, na znak szacunku do gen. Płatowa.